# Брандонвілл (Західна Вірджинія)
Брандонвілл (англ. Brandonville) — місто (англ. town) в США, в окрузі Престон штату Західна Вірджинія. Населення — 129 осіб (2020).

## Географія
Брандонвілл розташований за координатами 39°40′1″ пн. ш. 79°37′40″ зх. д. / 39.66694° пн. ш. 79.62778° зх. д. (39.667062, -79.627666).  За даними Бюро перепису населення США в 2010 році місто мало площу 1,00 км², уся площа — суходіл.

## Демографія
Згідно з переписом 2010 року, у місті мешкала 101 особа в 47 домогосподарствах у складі 29 родин. Густота населення становила 101 особа/км².  Було 57 помешкань (57/км²).
Расовий склад населення:
| - 95,0 % — білих - 5,0 % — осіб інших рас |

До двох чи більше рас належало 0,0 %. Частка іспаномовних становила 5,0 % від усіх жителів.
За віковим діапазоном населення розподілялося таким чином: 17,8 % — особи молодші 18 років, 58,4 % — особи у віці 18—64 років, 23,8 % — особи у віці 65 років та старші. Медіана віку мешканця становила 41,9 року. На 100 осіб жіночої статі у місті припадало 90,6 чоловіків;  на 100 жінок у віці від 18 років та старших — 80,4 чоловіків також старших 18 років.
Середній дохід на одне домашнє господарство  становив 77 769 доларів США (медіана — 64 286), а середній дохід на одну сім'ю — 93 138 доларів (медіана — 72 500). Медіана доходів становила 70 938 доларів для чоловіків та 63 158 доларів для жінок. За межею бідності перебувало 5,7 % осіб, у тому числі 0,0 % дітей у віці до 18 років та 7,4 % осіб у віці 65 років та старших.
Цивільне працевлаштоване населення становило 64 особи. Основні галузі зайнятості: науковці, спеціалісти, менеджери — 34,4 %, будівництво — 15,6 %, публічна адміністрація — 12,5 %.